# کد ورزشی بین‌المللی
کد ورزشی بین‌المللی (به انگلیسی: International Sporting Code) مجموعه ای از قوانینی است که برای کلیه مسابقات اتومبیلرانی که توسط (FIA) اداره می‌شود، معتبر است. مسابقات داخلی آمریکای شمالی مانند نسکار خارج از صلاحیت FIA است و از این رو طبق ISC اداره نمی‌شود. ورزش موتور سیکلت همچنین معاف است زیرا (FIM) مسئولیت این ورزش را عهده‌دار است، FIA شامل ۱۷ فصل و چند پیوست شامل تعاریف، اصول کلی و مقررات، و همچنین قوانینی برای برگزارکنندگان مسابقه، مدعیان، مسابقه و داوران رسمی است. از آنجا که ورزش مسابقات اتومبیلرانی بسیار سلسله مراتبی است، ISC نیز قوانین فدراسیون‌های ملی مسابقه را تعیین می‌کند.

## خلاصه
کد ورزشی بین‌المللی از ۱۷ فصل تشکیل شده‌است. در فصل اول مشخص شده‌است که FIA تنها مرکز ورزشی بین‌المللی است که مجاز است قوانین مربوط به مسابقات اتومبیل را تنظیم و اجرا کند. همچنین مشخص شده‌است که ISC آیین‌نامه ای برای تشویق و تسهیل ورزش بین‌المللی موتور است. هر باشگاه ملی اتومبیل سازی یا فدراسیون وابسته به FIA مجاز است قوانین خود را تنظیم کند.
با توجه به سوابق، ISC بین سوابق بین‌المللی و سوابق محلی تفاوت قائل است. سوابق محلی مستقر در یک مسیر دائمی یا موقت در محدوده فدراسیون ملی آن کشور قرار دارند.
ISC علاوه بر این مجازات‌هایی که در صورت نقض قوانین اعمال می‌شود و نحوه اعتراض و تجدید نظر را تنظیم می‌کند.